# 미쓰비시후소 로자

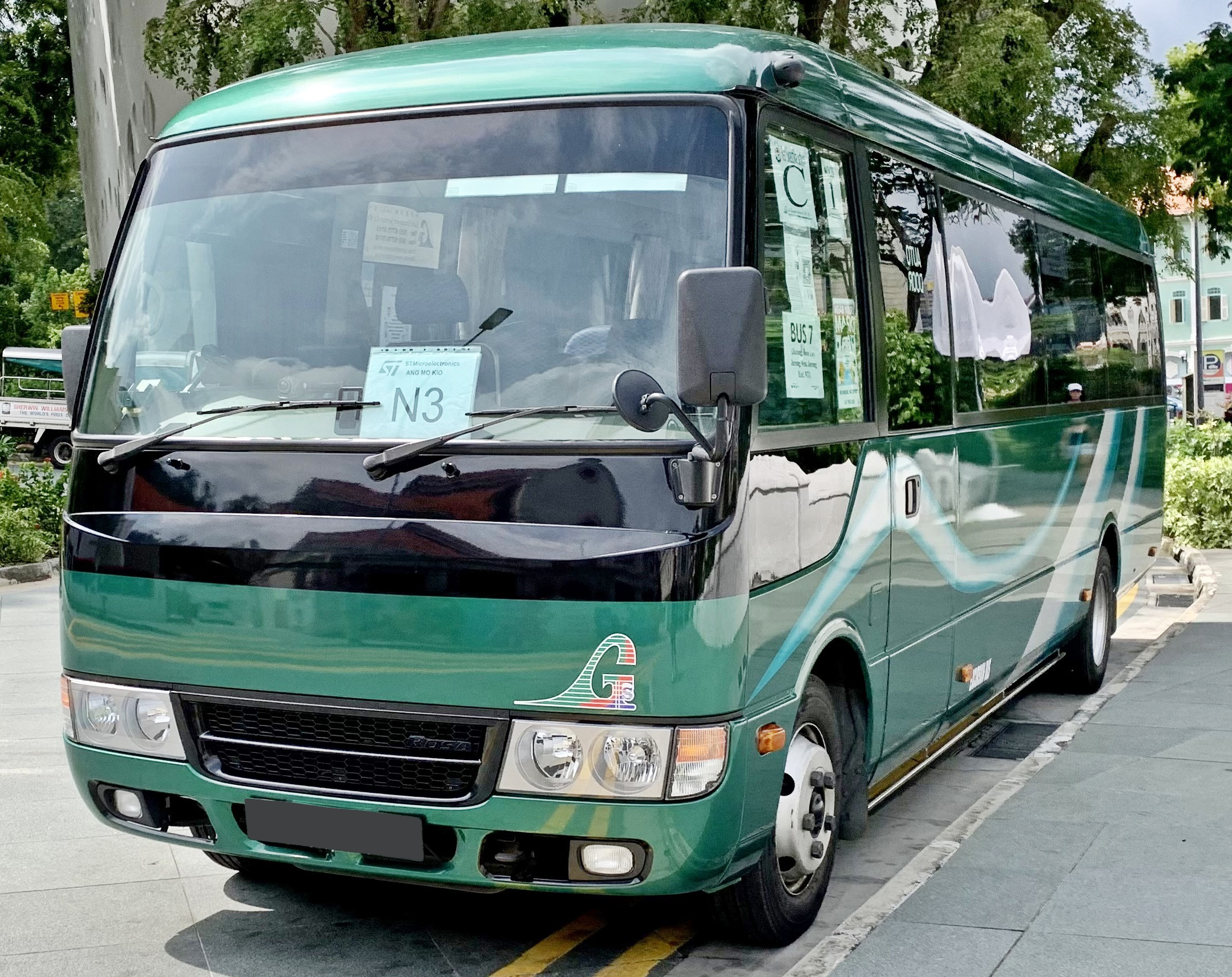
미쓰비시후소 로자 4세대

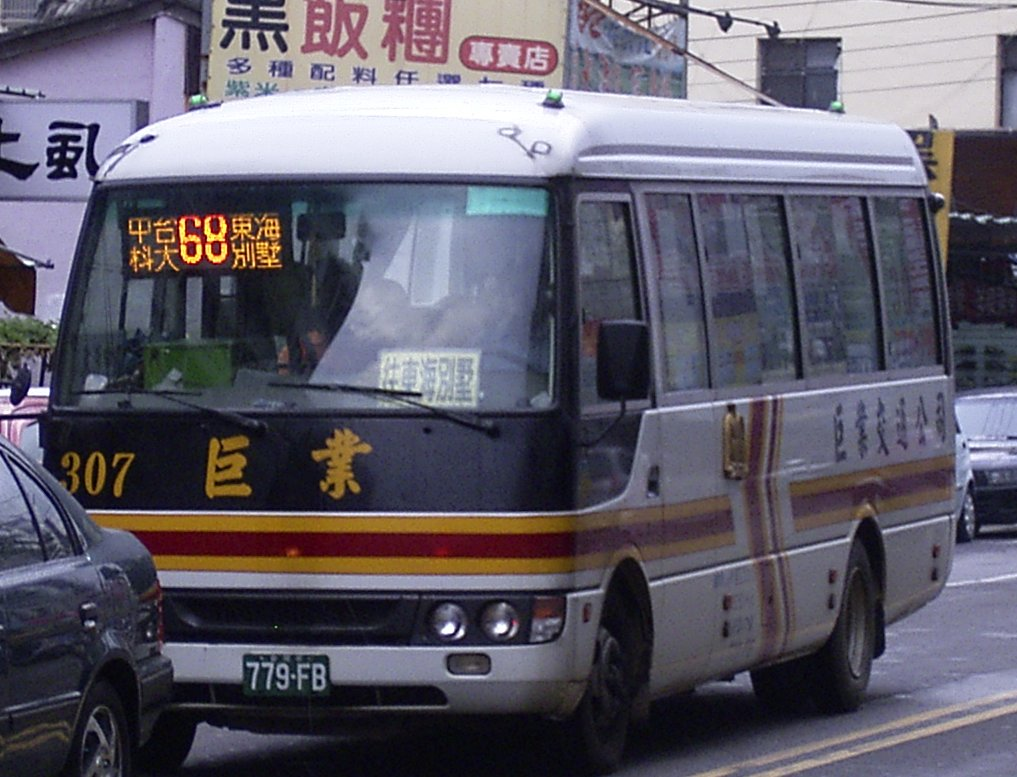
미쓰비시후소 로자 타이페이버스

미쓰비시후소 로자(영어: Mitsubishi Fuso Rosa, 일본어: 三菱ふそう・ローザ)는 일본 미쓰비시후소트럭 버스가 만든 마이크로버스 형식의 준중형버스다. 현대 코러스의 원형이자 미쓰비시후소 캔터 트럭을 승합형으로 만들어진 차종이기도 하다.

## 역사

### 제2세대 (B210,1973년~1986년)
- 1973년 등장

### 제3세대 (BE4,1986년~1997년)
- 1986년 등장

### 제4세대 (BE6,1997년~현재)
- 1997년 등장, 전차종에 4등식 헤드라이트 채용.

## 경쟁 차종
- 닛산 시빌리언 (日産シビリアン)
- 토요타 코스터 (トヨタコースター)
- 히노 리에세 (日野リエッセ)
- 이스즈 저니 (いすゞジャーニー)

## 같이 보기
- 미쓰비시후소트럭 버스
- 현대 코러스